# Мальцев Олександр Миколайович (партійний діяч)
Олександр Миколайович Мальцев (6 червня 1952, місто Муром Владимирської області, тепер Російська Федерація) — радянський і російський діяч, 1-й секретар Нижньогородського міськкому КПРС, член Секретаріату ЦК КПРС. Член ЦК КПРС у 1990—1991 роках. Депутат Державної думи Російської Федерації 2-го скликання  (1995—1999). Кандидат філософських наук.

## Життєпис
У 1969—1970 роках — студент Московського державного університету імені Ломоносова.
З 1970 по 1972 рік служив у Радянській армії.
У 1973—1974 роках — емалювальник Муромського заводу імені Орджонікідзе Владимирської області, тесляр-бетонник будівельного управління № 23 тресту «Мосбуд—4» у Москві. З 1974 року навчався в Ленінградському державному університеті імені Жданова.
У 1979 році закінчив філософський факультет Ленінградського державного університету імені Жданова, викладач філософії та суспільствознавства. У 1979—1982 роках — аспірант Ленінградського державного університету імені Жданова.
У 1983—1988 роках — асистент, старший викладач філософії Горьковського сільськогосподарського інституту.
Член КПРС з 1985 року.
У 1988—1991 роках — в.о. доцента, в.о. завідувача кафедри філософії і проблем соціалізму Горьковського (Нижньогородського) сільськогосподарського інституту.
У грудні 1990—1991 роках — 1-й секретар Нижньогородського міського комітету КПРС.
26 липня — 23 серпня 1991 року — член Секретаріату ЦК КПРС.
Восени 1991 року став одним із засновників Соціалістичної партії трудящих (СПТ) Російської Федерації, був співголовою цієї партії. З 1992 року — головний редактор «Левой газеты».
У 1994 році обраний депутатом Нижньогородської міської ради народних депутатів (міської думи), був заступником голови міської думи.
З 1995 по 1999 рік — депутат Державної думи Російської Федерації від Сергацького одномандатного виборчого округу № 122, Нижегородська область. Входив до складу Аграрної депутатської групи. Член комісії Міжпарламентської Асамблеї держав-учасниць СНД з узагальнення досвіду державного будівництва та місцевого самоврядування, заступник голови комітету Державної думи із питань місцевого самоврядування.
Подальша доля невідома.